# Adrienne Ames
Adrienne Ames (nacida como Ruth Adrienne McClure; 3 de agosto de 1907 – 31 de mayo de 1947) fue una actriz de cine estadounidense. Al principio de su carrera era conocida como Adrienne Truex.

## Primeros años
Ames nació en Fort Worth (Texas), siendo una de los seis hijos de Samuel Hugh McClure y Flora Parthenia (née Potter) McClure.

## Carrera

### Cine

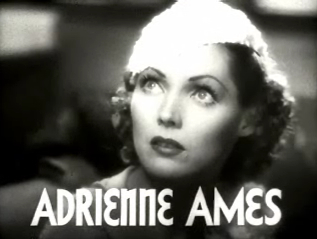
En el trailer de Woman Wanted (1935)

Ames comenzó a trabajar en la industria cinematográfica en 1927 como doble de luces de Pola Negri. Ames fue elegida para interpretar papeles pequeños en películas mudas. Con la llegada de las películas sonoras, la popularidad de Ames creció y, por lo general, aparecía como mujer de sociedad o en musicales. Apareció en treinta películas durante la década de 1930 teniendo su mayor éxito George White's Scandals (1934). Apareció con los tres protagonistas de la versión de Drácula de 1931 (Bela Lugosi, David Manners y Edward Van Sloan) en The Death Kiss (1932).

### Radio
Ames se fue de Hollywood a Nueva York. En 1941, fue presentadora de dos programas de entrevistas en la estación WHN en la ciudad de Nueva York. Su horario incluía transmisiones al mediodía y a las 3:30 pm seis días a la semana y transmisiones a las 7:30 pm los martes, jueves y sábados. Continuó transmitiendo hasta dos semanas antes de su muerte en 1947.

### Televisión
En diciembre de 1941, Ames comenzó una serie semanal de programas de reseñas de películas en WNBT en Nueva York. Los programas de 10 minutos se transmitían los martes por la tarde.

## Vida personal
Ames se casó tres veces. En 1920, aún siendo una adolescente, se casó con Derward Dumont Truax, quien era hijo de un petrolero. Tuvieron una hija y se divorciaron en 1924. Un matrimonio posterior con el bróker Stephen Ames terminó en divorcio el 30 de octubre de 1933. Su último matrimonio, el 31 de octubre de 1933, fue con el actor Bruce Cabot; se divorciaron el 24 de julio de 1935.

## Muerte
Ames murió debido a un cáncer el 31 de mayo de 1947 en la ciudad de Nueva York, a los 39 años. Está enterrada en el cementerio de Oakwood ubicada en su ciudad natal Fort Worth, Texas.
Por sus contribuciones en la industria cinematográfica, Ames recibió una estrella en el Paseo de la Fama de Hollywood en el en 1612 Vine Street. Fue dedicado el 8 de febrero de 1960.

## Filmografía
| Año  | Título                  | Papel                        | Notas                         |
| ---- | ----------------------- | ---------------------------- | ----------------------------- |
| 1929 | Sally                   | Papel secundario             | Sin acreditar                 |
| 1931 | The Road to Reno        | Divorciada infeliz           | Sin acreditar                 |
| 1931 | 24 Hours                | Ruby Wintryingham            |                               |
| 1931 | Girls About Town        | Anne                         |                               |
| 1931 | Working Girls           | Bit                          | Sin acreditar                 |
| 1931 | Husband's Holiday       | Myrtle                       |                               |
| 1932 | Two Kinds of Women      | Jean Mars                    | Sin acreditar                 |
| 1932 | Sinners in the Sun      | Claire Kinkaid               |                               |
| 1932 | Merrily We Go to Hell   | Claire Hempstead             |                               |
| 1932 | Guilty as Hell          | Vera Marsh                   |                               |
| 1932 | The Death Kiss          | Marcia Lane                  |                               |
| 1933 | From Hell to Heaven     | Joan Burt                    |                               |
| 1933 | Broadway Bad            | Aileen                       |                               |
| 1933 | A Bedtime Story         | Paulette                     |                               |
| 1933 | Disgraced!              | Julia Thorndyke              |                               |
| 1933 | The Avenger             | Ruth Knowles                 |                               |
| 1934 | George White's Scandals | Barbara Loraine              |                               |
| 1934 | You're Telling Me!      | Princesa Lescaboura          |                               |
| 1934 | The Old Fashioned Way   | Chica en audencia            | Sin acreditar                 |
| 1935 | Gigolette               | Kay Parrish                  |                               |
| 1935 | Black Sheep             | Mrs. Millicent Caldwell Bath |                               |
| 1935 | Woman Wanted            | Betty Randolph               |                               |
| 1935 | Ladies Love Danger      | Adele Michel                 |                               |
| 1935 | Abdul the Damned        | Therese Alder                |                               |
| 1935 | Harmony Lane            | Jane McDowell                |                               |
| 1938 | City Girl               | Vivian Ross                  | Sin acreditar                 |
| 1938 | Fugitives for a Night   | Eileen Baker                 | Acreditada como Adrianne Ames |
| 1938 | Slander House           | Helen 'Mme. Helene' Smith    |                               |
| 1939 | Panama Patrol           | Lia Maing                    |                               |
| 1939 | The Zero Hour           | Susan                        |                               |
| 1940 | I Take This Woman       | Lola Estermonte              | Escenas eliminadas            |